# Sylvain Ripoll
Sylvain Ripoll [riˈpoʎ] (* 15. August 1971 in Rennes) ist ein ehemaliger französischer Fußballspieler und heutiger -trainer.

## Karriere

### Spieler
Ab mindestens der Saison 1988/89 spielte Ripoll für Stade Rennes, mit denen er erst in der Division 1 und ab 1992 in der Division 2 spielte. Anfang 1994 wechselte er auf Leihbasis zu Le Mans, wo er eine weitere Saison in der zweiten Liga verbrachte. Seine letzte Karrierestation war anschließend der FC Lorient, wo er ab Sommer 1995 bis zum Saisonende 2002/03 spielte. Insgesamt absolvierte er 292 Spiele in den ersten beiden französischen Ligen.

### Trainer
Nach dem Ende seiner aktiven Spielerkarriere ging er in den Trainerstab des FC Lorient über und arbeitete über zehn Jahre unter Christian Gourcuff, ehe er zur Saison 2014/15 selbst Cheftrainer wurde. Nach einem schwachen Saisonstart 2016/17, in dem der von ihm trainierten Mannschaft in den ersten zehn Spieltagen nur zwei Siege geglückt und der Rest der Spiele allesamt verloren gegangen waren, hörte seine Zeit bei Lorient Ende Oktober 2016 auf.
Zum Mai 2017 berief ihn der französische Verband als Nationaltrainer der U21-Mannschaft, mit der er die Qualifikation für die Europameisterschaft 2019 bestritt. Bei der Endrunde schaffte es seine Mannschaft bis ins Halbfinale schaffte, wo man Spanien unterlag. Durch die Platzierung erreichte die Mannschaft als U23-Auswahl die Qualifikation für die Olympischen Spiele 2021, bei denen er ebenfalls als Trainer an der Seitenlinie stand. Mit zwei Niederlagen und einem Sieg schied das Team als Vorletzter bereits nach der Gruppenphase aus.